# Dawid Biderman

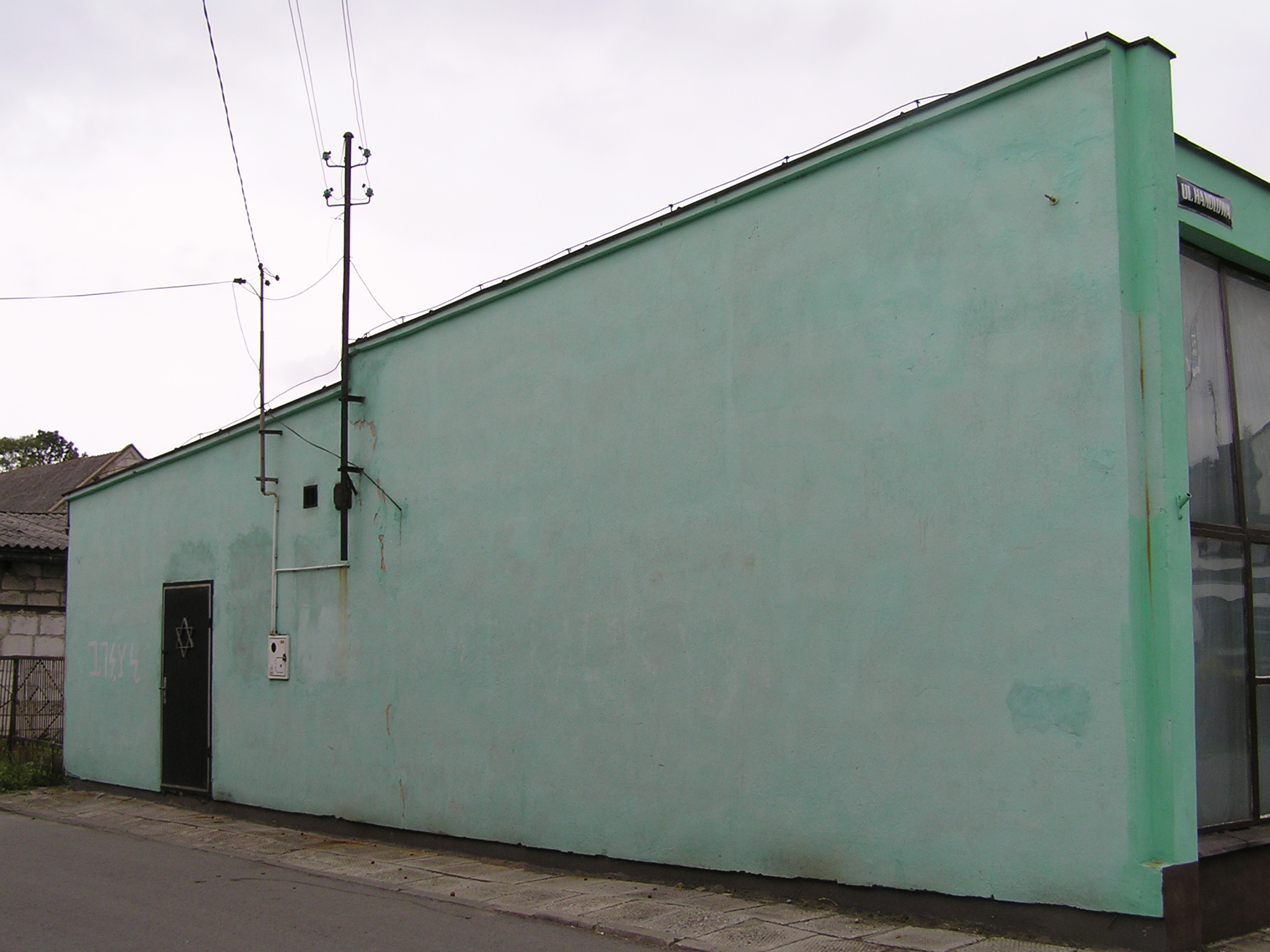
Budynek pawilonu handlowego zawierający grób cadyka – widoczne drzwi do pomieszczenia z nagrobkiem. Po jego rozbiórce wzniesiono nowy ohel.

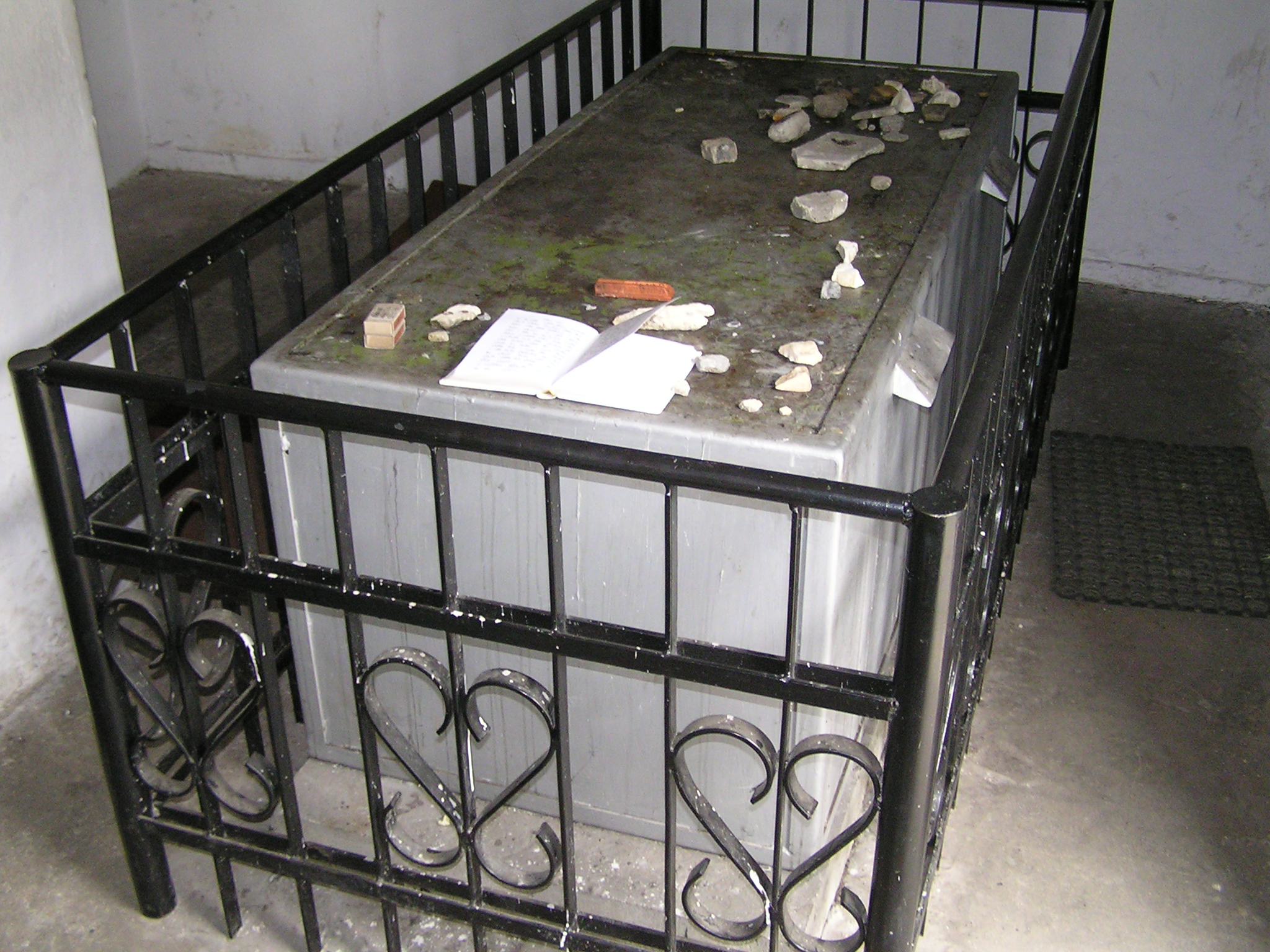
Grób cadyka wewnątrz pomieszczenia przed rokiem 2012

Dawid Biderman (ur. 1746 w Lelowie, zm. 28 stycznia 1814 tamże) – rabin, pierwszy cadyk chasydzkiej dynastii Lelow.

## Życiorys
Był synem Salomona Bidermana. Początkowo był żarliwym kabalistą, jednak pod wpływem Elimelecha z Leżajska zainteresował się chasydyzmem. Początkowo studiował u Mojżesza Lejba z Sasowa, a następnie u Jakuba Icchaka Horowica, gdzie uważany był za najwybitniejszego ucznia. Był zaprzyjaźniony i spowinowacony z Jakubem Icchakiem Rabinowiczem z Przysuchy, którego próbował pojednać z Jakubem Icchakiem Horowicem. Opowieści o nim zawarte zostały w książkach Migdal Dawid i Kodesz hilulim.
Dawid Biderman był jednym z najbardziej znanych ówcześnie cadyków na ziemiach polskich. Myśli Bidermana cytowane są do dziś przez chasydów na całym świecie. Jego ohel (grób) znajdujący się w Lelowie jest miejscem corocznych pielgrzymek na święto jorcajtu (rocznicy śmierci) Dawida Bidermana na przełomie stycznia i lutego.
Jego następcą został syn Mosze Biderman, który przeniósł siedzibę dynastii z Lelowa do Jerozolimy.